# Промисловість Івано-Франківська
Івано-Франківськ є значним центром машинобудівної, металообробки, деревообробної, хімічної, харчової, легкої промисловості, промисловості будівельних матеріалів тощо. Домінують переробні підприємства, на яких зосереджено майже 80% працівників, зайнятих в промисловості. Промисловість Івано-Франківська представлена різноманітними сферами діяльності — виробництвом арматури для електростанцій, газових котлів, сучасних систем обліку енерго- та теплоносіїв (в місті виробляється 42,9% промислових газових лічильників в Україні), мікросхем та побутової техніки, широким асортиментом швейних виробів, обробкою шкіри, деревообробною та харчовою галуззю. Динамічно розвивається будівельна галузь Івано-Франківська.
За показником, що відображає кількість діючих малих підприємств на 10 тис. осіб наявного населення, м. Івано-Франківськ в 2 рази перевищує загальнонаціональний показник (в місті діє 139 малих підприємств на 10 тис. осіб) та 2,5 рази більше від обласного.
У загальнообласному обсязі реалізованої промислової продукції частка м. Івано-Франківська склала 23%, що відповідає 2 місцю серед міст та районів області. Значно більшим був внесок підприємств машинобудування, якими забезпечено 79% загальнообласного обсягу реалізації продукції галузі, харчових продуктів та напоїв — 56%, металургійного виробництва та виробництва готових металевих виробів — 45%.
Кожне третє промислове підприємство у 2009 р. займалося інноваційною діяльністю, на що було витрачено 24,3 млн грн. У виробництво впроваджено 18 нових або вдосконалених технологічних процесів.
У розвиток економіки міста за минулий рік спрямовано найбільший обсяг інвестицій в основний капітал — 1 млрд грн., або 29% загальнообласного обсягу. У промисловість освоєно 164,4 млн грн., що склало 16,4% обсягу капіталовкладень в економіку міста та 12,4% — у промисловість області.
Частка міста Івано-Франківська в обсязі інвестицій у житлове будівництво становила майже 52%. За 2009 р. в експлуатацію введено 2810 квартир загальною площею 194 тис.м², а це більше половини обсягу житла, збудованого в області.
Протягом 2009 р. промисловими підприємствами Івано-Франківська реалізовано продукції у відпускних цінах (без ПДВ та акцизу) на 2390,5 млн грн., (22,2% загальнообласного обсягу)..
 Із них:
- виробництва харчових продуктів, напоїв та тютюнових виробів — 42,2%,
- виробництва та розподілення електроенергії, газу та води — 34,7%.

Обсяг реалізованої промислової продукції (робіт, послуг) за 2008 р. — 2593 млн грн.

## Історія
Найстаріше промислове підприємство міста — пивоварний завод (1787).
У 1838 — в Пасічній коло Станіслава збудовано машинобудівний завод сільськогосподарської техніки. Випускали в основному машини з паровим двигуном. Продукція заводу знаходила збут на Балканах та Угорщині.
За даними Львівскої торгово-ремісничої палати 1871 у Станіславі працювало: 2 гуральні (друга — у Княгинині), 2 броварні (друга — у Пасічній), три парові тартаки (один із них — у Княгинині), 4 гарбарні (одна — у Княгинині, друга — у Загвізді), дві друкарні (Ховання і Данькевича), картонна фабрика, фабрика штучних добрив у княгинині, підприємство по виробництву мазуту у Княгинині.
1878 — заснована фабрика дріжджів і спирту Ф.Лібермана.
На основі нового промислового статуту 1882 року у Станіславі ремісники об'єднувалися у такі товариства: 1)об'єднання шевців і споріднених ремесл, 2)об'єднання ковалів, 3)об'єднання мулярів, 4)столярів, 5)кравців. Головними центрами промисловості вважалися гміни Станіслава, Княгинина та Загвіздя. Всього було 30 фабрик, на котрих працювало до 500 чол. (без залізничних майстерень). Найбільшим підприємством міста вважалася головна майстерня залізниці, де працювало 278 чол. (не враховуючи адміністрації), із них: 100 слюсарів, 36 ковалів, 14 котлярів, 34 столярі, 14 лакувальників.
У 1888 р. засновано фабрику шкір Я.Маргошеса, сьогодні це АТ «Плай».
На початку ХХ ст. (1900) організовано Станіславський нафтоперегінний завод, так званий «рафінарія нафти», яка належала братам Олександру та Бернарду Габерам, а з 21 липня 1914 р. — акціонерному товариству «Габер і компанія».
На місці згорілого у 1868 р. міського театру у 1904 відкрився «Пассаж Гартенбергів», добре відомий сучасникам як колишній «Дитячий світ» і тепер ТЦ «Мальва».
У Станіславі внаслідок світової економічної кризи в 1929 почали закривалися підприємства, скорочувалося число зайнятих на них робітників, почалося масове безробіття. На той час Станіслав не був великим центром індустрії. Найбільшими підприємствами вважалися:
- фабрика рільних машин «Vis» із числом працюючих 170 робітників;
- фабрика ланців та кованих виробів — 50 робітників;
- чотири цегельних заводи — 30-40 робітників у кожному;
- фаянсова фабрика — 40 робітників;
- фабрика механічних ваг та верстатів — 25 робітників;
- механічна фабрика Меера — 25 робітників;
- ливарня заліза та бронзи Зільбера — 20 робітників;
- ткальня полотна — 25 робітників;
- друкарня Данькевича — 20 робітників. Решту підприємств мали більш кустарний характер. Це 5 перукарень, 12 млинів, 5 гарбарень, заводи по виробництву солодкої води, фіакрів, асфальту, парафіну, кераміки. того ж року було створено два фінансові управління. стала до ладу міська електростанція (сьогодні Обленерго).

1933 — Зафіксовано пік масового безробіття у роки світової економічної кризи. На 1 лютого воно досягло своєї критичної точки, коли міська біржа праці зареєструвала 3100 безробітних. Це при тому, що на 18 підприємствах працювало лише 950 робітників.
1937 — організовано Станіславське міжкомунальне курортно-туристичне товариство «Східні Карпати». Своїм завданням товариство ставило розвиток курортно-туристичних баз на території Станіславського воєводства.
Станом на 1938 — Найбільшими підприємствами у місті вважалися:
- паровозоремонтний завод;
- електростанція;
- рафінарія нафти Габера;
- ватна фабрика Мендельсона;
- шкірзавод Маргошеса;
- кондитерська фабрика «Локарно»;
- друкарня Хованця та інші.

У «зразковому готелі» Камінського знаходились Дім торгівлі, в магазинах радіо «Артес», годинникова фірма К.Рігера, Дім машин І.Івлієва, де можна було купити автомашини різних зарубіжних фірм.
В часи Радянського Союзу промисловість міста розвивалася швидкими темпами. Так, в 1950 р. — за 5 років (з 1945) валова продукція підприємств зросла у 9 разів. У місті налічувалося 43 промислових підприємства.
1961 — Споруджено механічний цех приладобудівного заводу загальною площею понад 3200 м².
1964 — Став до ладу Івано-Франківський фурнітурний завод.
1965 — Відкрився цементно-шиферний комбінат.
1971 — Випустив першу продукцію новозбудований Івано-Франківський арматурний завод. Згодом постачав свої вироби у 18 країн світу. Організовано завод «Позитрон» на базі філіалу цеху Мінського заводу напівпровідникових приладів.
1976 — Випустив першу продукцію Івано-Франківський завод тонкого органічного синтезу (тепер фірма «Барва»).
1978 — Першу продукцію видав Івано-Франківський завод механічних пресів, тепер об'єднання «Карпатпресмаш».
1979 — До нового приміщення у м-рн Пасічна переїхав Прикарпатський радіозавод, який перед тим діяв у смт.Лисець.
1987 — Здано в експлуатацію перший в республіці Івано-Франківський завод-автомат з виробництва керамічних матеріалів.

## Промислові підприємства сьогодні
У місті діють такі заводи та промислові підприємства:

### ВАТ«Івано-Франківський арматурний завод»
(вул. Є. Коновальця, 229)
Один з найбільших в Україні виробників трубопровідної арматури для підприємств енергетики, нафтогазового комплексу, хімічної промисловості, металургії й водопостачання.
Чисельність штатних працівників станом на 2004 р. — більше 900 чол.
Підприємство має три основних напрямки:
- розробка й виробництво трубопровідної арматури для підприємств нафтової, газової та хімічної промисловості, систем магістрального і місцевого водопостачання, вентиляційних систем;
- виробництво фланців для трубопроводів різного тиску (одне з найбільших у СНД);
- виробництво арматури спеціального призначення, необхідної для систем забезпечення безпеки ядерних установок (для першого й другого контурів АЕС, систем локалізації аварій).

#### З історії заводу
1967 Алматинським інститутом «ГІДРОПОНІІХІММАШ» розроблений проект «ІФАЗа» як вузькоспеціалізованого підприємства з випуску засувок 18 типорозмірів.
1968 На південній окраїні Івано-Франківська розпочате будівництво арматурного заводу виробничою площею 60 тис. м². На його спорудження виділено 20 мільйонів рублів, у тому числі 16 мільйонів на промислове будівництво.
1971 30 вересня підписаний акт уведення в експлуатацію перших виробничих потужностей. У жовтні почався випуск першої продукції — відповідних фланців.
1973 У програму виробництва включені герметичні клапани Ду 20-1200, поворотні закриви Ду 400—1600, відповідні фланці Ду 16-1200. У липні створена центральна заводська лабораторія. Починається виробництво малої арматури Ду 200—600.
1974 Уведені в дію перші потужності для виробництва штампованих фланців.
1976 Розпочався масовий випуск штампованих фланців.
1977 Проведена технічна реконструкція. Виробництво оснащене прогресивним обладнанням, у тому числі верстатами із числовим програмним управлінням.
1979 На площах цеху № 3 створюється ділянка виробництва арматури для АЕС. Починається випуск клинових засувок Ду 300—400. Для забезпечення високої якості впроваджуються спеціальні методи контролю металу й зварених швів : радіографічний, капілярний.
1985 Після впровадження деревообробного цеху (тарної ділянки) будівництво було завершено.
1993 За видатний внесок у світ бізнесу, за високі показники й професіоналізм, продемонстровані престижним виконанням B.I.D. Підприємницька ініціатива нагородила Івано-Франківський арматурний завод спеціальним знаком «Міжнародна Золота Зірка за якість».
1994 Завод перетворюється у Відкрите Акціонерне Товариство — ВАТ «ІФАЗ».
2001 Розроблена конструкторська документація й проведена технологічна підготовка випуску п'яти нових виробів. Впроваджено у виробництво шість нових технологій штампування й механічної обробки фланців за DIN для експортних поставок.
2001 Сертифікація системи якості за міжнародними стандартами ISO 9001.
2003 У щорічному рейтингу підприємств ВАТ «Івано-Франківський арматурний завод» став переможцем у номінації «Підприємство-експортер 2003»

#### Ринок та конкуренція
Продукція заводу поставляється на багатьох АЕС світу (в тому числі Китай) та на найбільші металургійні, хімічні, нафтогазові підприємства України, Росії, Білорусі, Болгарії, Казахстану, Туркменістану й ін.
Одним із конкурентів по виробленій продукції є ЗАТ «Промарматура» м. Дніпропетровськ

#### Власники заводу
Станом на 2004 р. власниками заводу були:

ЗАТ «С. В. Т. А.» м. Київ, бул. Дружби народів, 9 — 37,416% акцій

ЗАТ «Енергомашінвест», вул. Андрія Іванова, буд. 10 — 37,522%

Посадовими особами заводу — ~10%

### 63 котельно-зварювальний завод
(вул. Хриплинська, 11)
63 котельно-зварювальний завод — державне підприємство з повним циклом виготовлення виробів, великим об'ємом експериментальних та дослідних робіт, і володіє сучасною технологією машинобудування.
Завод було засновано в 1945 році.
Кількість працівників — 1000 осіб.

Військова продукція:
- польові магістральні трубопроводи ПМТП-100, ПМТП-150, ПМТБ-200;
- трубомонтажні машини МСТ-100, ТУМ-150В, ТММ-200;
- польові складські трубопроводи ПСТ-100Р, ПСТ-150Р;
- пересувні насосні установки ПНУ-100/200М;
- комплекти безпричальної заправки кораблів БЗРК-150;
- польовий заправочний пункт ПЗП-14;
- водонагрівальні котли;
- груповий заправник малих кораблів ГЗМКТ-6-4000.

Цивільна продукція:
- виробництво котлів стравоварильних, автоклавів, балони газові автомобільні, металоконструкції сховищ.

### ВАТ «Івано-Франківський локомотиворемонтний завод»
(вул. Залізнична, 22)
Івано-Франківський локомотиворемонтний завод — одне із найстарших машинобудівних підприємств Прикарпаття.

Засноване в 1866 році в місті Станіславі як головні машинні майстерні Львівсько-чернівецької залізниці, на якій з 1 вересня того ж року почався регулярний рух потягів.
У 1870 році підприємство стало найбільшим у Галичині. У 1912 році на підприємстві працювало 1000 чоловік.
У 1977 році завод пережив своє друге народження. Цього року був відремонтований перший тепловоз із гідравлічною передачею, а в 1979 році — останній паровоз. У зв'язку з переходом заводу на ремонт тепловозів були реконструйовані всі цехи і ділянки без зупинки виробництва.
Діяльність та продукція заводу
- Виготовлення автомотриси АМВ;
  - Автомотриса АМВ (прототип АГД-1А, Муром, Росія);
  - Автомотриса АМВ (прототип МПТ-6, Тихорецьк, Росія);
  - Автомотриса АМВ з буровим обладненням;
- Модернізація дрезин, автомотрис, мотовозів;
- Ремонт рухомого складу;
- Виготовлення запасних частин до рухомого складу;
  - Загвіздки-2 гальмівної колодки;
  - Колісна пара ДГКу, АДМ, АГВ;
  - Колісна пара електропотягу ЕР-9П/ЕР-2Т;
  - Колодка гальмівна КТ-РИЦ;
  - Колодка гальмівна локомотивна типу «М»;
  - Редуктор колісної пари електропотягу ЕР-9П;
  - Редуктор компресора КТ-6 електровоза серії ВЛ-80;
  - Шестерні;

Основним напрямком діяльності колективу є випуск вантажної автомотриси АМВ, що замінює фізично і морально застарілі шляхові дрезини.

### Асфальтний завод
(вул. Макогона, 23а)

Номінальна потужність заводу — більше 150 тонн асфальту в день.

Комунальний за формою власності, знаходиться на півночі центральної частини міста (по вул. Макогона). Оскільки виробництво асфальту включає використання канцерогенного складника — бітуму, а поруч до того ж знаходяться такі підприємства харчопрому, як молокозавод, спиртозавод та ВАТ «Івано-Франківська харчосмакова фабрика». то прийнято рішення по його перенесенню. Нове місцезнаходження заводу буде віддаленим від міста не більш, ніж на 25 км, а на вивільненій території зведуть багатоповерхівки.

### ВАТ «Івано-Франківська меблева фабрика»
(вул. Левинського, 1 б)

Чисельність штатних працівників (на 2004 р.) — 186 осіб
Найбільшим акціонером є ВАТ «Міжрегіональний фондовий союз» м.Київ, вул. Вєтрова,7б — 67,082% акцій.

За фінансовою звітністю 2004 р. — підприємство збиткове.

### ВО «Карпати»
(вул. Галицька, 201 )

Створений на базі Прикарпатського радіозаводу.
Продукція:
- Плати живлення
- одноконтурні електрокотли та опалювальні з турбовитягом
- газові котли «Софія»
- радіоприймачі
- джгути для автомобілів «Skoda».

## Перелік промислових підприємств
Головне управління статистики інформує, що станом на 1 січня п.р. в Єдиному Державному реєстрі підприємств та організацій України (ЄДРПОУ) на території Івано-Франківської міської ради налічувалось 9775 суб'єктів, з яких 9143 (93,5%) — юридичні особи. Питома вага підприємств, установ та організацій обласного центру становить 40,3% від загальної кількості суб'єктів ЄДРПОУ області.
Протягом 2009 року в ЄДРПОУ по Івано-Франківській міській раді було включено 411 суб'єктів, що становить 4,2% від загальної кількості, знято з обліку — 277 суб'єктів (2,83%). Переважаюча більшість новостворених підприємств та організацій припадає на такі галузі економіки як: надання комунальних та індивідуальних послуг, діяльність у сфері культури та спорту (120 суб'єктів); торгівля, ремонт автомобілів, побутових виробів та предметів особистого вжитку (88); операції з нерухомим майном, оренда, інжиніринг та надання послуг підприємцям (81). Натомість, у галузях промисловості та будівництва зареєстровано відповідно 29 та 28 суб'єктів.
Загалом, розподіл суб'єктів ЄДРПОУ за видами економічної діяльності характеризується незначними змінами. Так, порівняно з 1 січня 2009 року частка підприємств, що займаються наданням комунальних та індивідуальних послуг та діють у сфері культури та спорту збільшилась на 0,5 відсоткових пункта; підприємств, що здійснюють операції з нерухомим майном, оренду, інжиніринг та надання послуг підприємцям — на 0,3 в.п. Натомість, зменшилась частка підприємств в галузях: торгівля; ремонт автомобілів, побутових виробів та предметів особистого вжитку — на 0,5 в.п.; промисловість — на 0,1 в.п; діяльність готелів та ресторанів — на 0,1 в.п.
Структура суб'єктів за організаційно-правовими формами господарювання (ОПФГ) також відзначається стабільністю. Станом на 1 січня п.р. найпоширенішими формами господарюваня суб'єктів ЄДРПОУ Івано-Франківської міської ради залишаються приватні підприємства (3057) та товариства з обмеженою відповідальністю (2478 суб'єктів)
Видобуток будівельних матеріалів, Будівельна галузь економіки
| № | Тип    | Назва підприємства   | Контактна інформація         | Продукція                                                                                                  | Роки економічної активності | Найвича кількість працівників |
| - | ------ | -------------------- | ---------------------------- | --- | --------------------------- | ----------------------------- |
| 1 | Кар'єр | «Спецкар'єр»         | вул. Петрушевича, 1          | камінь бутовий, камінь н/габаритний, висівка, мінеральний порошок, борошно вапнякове і доломітове, щебінь, |                             |                               |
| 1 |        | ДП «Карпатвибухпром» | Південний бульвар, 35а 3 пов | проведення буро вибухових робіт та спецроботи                                                              |                             |                               |

Виробництво будівельних матеріалів, Будівельна галузь економіки
| № | Тип                  | Назва підприємства                                                                          | Контактна інформація                                                                        | Продукція | Роки економічної активності | Найвича кількість працівників         |  |
| - | -------------------- | ------------------------------------------------------------------------------------------- | ------------------------------------------------------------------------------------------- | --- | --------------------------- | ------------------------------------- |  |
| 1 | Цегляний завод       | ВАТ «Будівельні матеріали»                                                                  | вул. Гетьмана Мазепи, 166                                                                   | цегла |                             |                                       |  |
| 2 |                      | ВАТ «Залізобетон»                                                                           | вул. Височана, 34                                                                           | збірний залізобетон, блоки стін підвалів, товарний бетон, розчин, столярні вироби |                             |                                       |  |
| 3 |                      | ДП «Спецзалізобетон» ВАТ «Івано-Франківськцемент»                                           | с. Ямниця                                                                                   | Плити залізобетонні, підвіконня |                             |                                       |  |
| 4 | Бетонний завод       | ДП «Завод якісних бетонів» ТОВ                                                              | вул. С.Петлюри, 10 https://web.archive.org/web/20100913035242/http://zavodbetoniv.com       | бетонні суміші високої якості, які доставляються бетоновозами на відстані до 150 км блоки пінобетонні, щебінь, пісок. На заводі діє атестована випробувальна лабораторія | серпень 2007 -              |                                       |  |
| 5 |                      | ТзОВ КП «Стандарт-ІФ»                                                                       | вул. Українських Декабристів, 45 Web-сайт: http://standart-if.com.ua/                       | розчини бетонні та вапняні, бетони товарні, блоки пінобетонні, блоки гіпсові, цегла облицювальна сухопресована, блоки шлакобетонні, плитка тротуарна і фасадна, полістиролбетон. |                             |                                       |  |
| 6 | Бетонний завод       | Філія Будівельної Компанії «КОМФОРТБУД» ТзОВ «БК»КОМФОРТБУД-2" Виробничі бази «Бетон Груп»™ | вул. Автоливмашівська, 5в http://www.comfortbud.ua/                                         | Бетони та розчини (виробництвом товарних бетонів клас В7,5 — В30, спецбетонів: водонепроникного, морозостійкого, фібробетону; виробництвом цементно-вапняних розчинів.), які доставляються бетоновозами; Залізобетонні вироби (блоки фундаментні, перемички залізобетонні). Наявна атестована лабораторія. | травень 2005 -              |                                       |  |
| 7 | столярні конструкції | ПП «Лев»                                                                                    | вул. Джохара Дудаєва, 24а https://web.archive.org/web/20100506141545/http://www.lev.biz.ua/ | жалюзі, металопластикові двері і вікна та інше |                             |                                       |  |
| 8 | столярні конструкції | «Екстім»                                                                                    | вул. Січових Стрільців, 23 http://extim.com.ua                                              | виробництво сертифікованих вікон, дверей та конструкцій з металопластику, алюмінію та дерева | 1998 -                      | 500, міжрегіональна, багато-профільна |  |

Будівельні компанії, Будівельна галузь економіки
| № | Тип | Назва підприємства                                             | Контактна інформація                                  | Продукція | Роки економічної активності | Найвича кількість працівників         |
| - | --- | -------------------------------------------------------------- | ----------------------------------------------------- | --- | --------------------------- | ------------------------------------- |
| 1 | БК  | Філія Будівельної Компанії «КОМФОРТБУД» ТзОВ «БК»КОМФОРТБУД-2" | вул. Крайківського, 1б<br / http://www.comfortbud.ua/ | будівництво та реконструкція (втч багато-поверхове); інтер'єрні роботи                                                        |                             | міжрегіональна                        |
| 2 | БК  | «Енергобуд»                                                    | вул. Гетьмана Мазепи, 179 http://www.energobud.net/   | Зведення конструкцій; Монтаж мереж; Загальнобудівельні роботи; Спеціальні будівельні роботи; Опоряджувальні роботи (інтер'єр) | 2003 -                      | 132, міжрегіональна                   |
| 3 | БК  | «Екстім»                                                       | вул. Січових Стрільців, 23 http://extim.com.ua        | Зведення споруд житлово-офісного призначення;                                                                                 | 2003 -                      | 500, міжрегіональна, багато-профільна |

Машинобудівна промисловість
| №  | Тип | Назва підприємства                 | Контактна інформація        | Продукція | Роки економічної активності | Найвича кількість працівників |
| -- | --- | ---------------------------------- | --------------------------- | --- | --------------------------- | ----------------------------- |
| 1  |     | ВАТ «Арматурний завод»             | вул. Коновальця, 229        | трубопровідна арматура, клинові задвижки, клапани зворотно-поворотні, клапани герметичні, фланці                                             |                             |                               |
| 2  |     | ВК «Автоливмаш»                    | вул. Юності, 18             | виробництво обладнання для заводу переробки твердих побутових відходів, млини дво сортного помолу, обладнання для літейних и цегельних ліній |                             |                               |
| 3  |     | ВАТ «Пресмаш»                      | вул. Автоливмашівська, 1    | преса механічні відкритого і закритого типів, простої і подвійної дії, призначені для різноманітних операцій холодної штамповки              |                             |                               |
| 4  |     | ТзОВ «Українська побутова техніка» | вул. Юності 23а             | виробництво сучасних пральних машин |                             |                               |
| 5  |     | Локомотиворемонтний завод          | вул. Залізнична, 22         | ремонт рухомого залізничного складу а виготовлення запчастин до нього, випуск автомотрис                                                     |                             |                               |
| 6  |     | ТзОВ «Агромаш-ІФ»                  | вул. Семена Височана, 18    | виготовлення малогабаритного трактора, контейнерів для сміття закритого виду                                                                 |                             |                               |
| 7  |     | ВАТ «Індуктор»                     | вул. Максимовича, 15        | трансформатори, з'єднувачі, електронні вироби, штампи, пресформи, товари народного споживання                                                |                             |                               |
| 8  |     | ВАТ «Родон»                        | вул. Вовчинецька, 225       | інтегральні мікросхеми |                             |                               |
| 9  |     | ВАТ «Металопласт»                  | вул. Коновальця, 221        | меблева фурнітура, кріпильні вироби |                             |                               |
| 10 |     | ВАТ «Промприлад»                   | вул. Академіка Сахарова, 23 | прилади, засоби автоматизації та запчастини до них, лічильники газу та ін.                                                                   |                             |                               |
| 11 |     | ТзОВ «Вторчормет»                  | вул. Хриплинська, 29        | металобрухт |                             |                               |
| 12 |     | Прикарпаткольормет                 | вул. Хриплинська, 41а       | переробка металобрухту |                             |                               |
| 13 |     | ДП ВО «Карпати»                    | вул. Галицька, 201          | продукція виробничотехнічного призначення, товари народного споживання                                                                       |                             |                               |

Харчова промисловість та переробка с/г продуктів
| №  | Тип                  | Назва підприємства                                 | Контактна інформація   | Продукція | Роки економічної активності | Найвича кількість працівників |
| -- | -------------------- | -------------------------------------------------- | ---------------------- | --- | --------------------------- | ----------------------------- |
| 1  | Спирт завод          | ІФОДО спиртової та лікеро-горілчаної промисловості | вул. Княгинин, 44      | спирт етиловий, лікеро-горілчані вироби, дріжджі хлібопекарні, дріжджі кормові                                |                             |                               |
| 2  |                      | ДП «Комбінат хлібопродуктів»                       | вул. Юності, 2         | борошно пшеничне, житнє, кукурудзяне, крупи, манна, комбікорм                                                 |                             |                               |
| 3  | Пекарня              | ВАТ «Хлібокомбінат»                                | вул. С.Петлюри, 17     | хлібобулочна продукція                                                                                        |                             |                               |
| 4  | Пекарня              | ТзОВ «Лігос»                                       | вул. Вовчинецька,192   | хлібобулочна продукція                                                                                        |                             |                               |
| 5  | кондитерська фабрика | ВАТ ВТКФ «Ласощі»                                  | вул. Ленкавського, 12а | кондитерські вироби (цукерки, карамель, драже, печиво)                                                        |                             |                               |
| 6  | кондитерська фабрика | ВАТ «Харчосмакова фабрика»                         | вул. Крайківського, 1  | кондитерські вироби та східні солодощі                                                                        |                             |                               |
| 7  | М'ясокомбінат        | ВАТ «М'ясокомбінат»                                | вул. С.Петлюри, 10     | м'ясо і субпродукти, ковбасні вироби, м'ясні напівфабрикати, жири топлені харчові, сухі тваринні корми, шкіри |                             |                               |
| 8  | Ковбасний цех        | ТзОВ «Івано-Франківські ковбаси»                   | вул. С.Петлюри, 10     | ковбасна продукція                                                                                            |                             |                               |
| 9  | М'ясокомбінат        | ВАТ «Птахокомбінат»                                | вул. Комунальна, 3     | яловичина, ковбасні вироби, м'ясні напівфабрикати                                                             |                             |                               |
| 10 |                      | ВАТ «Полонина»                                     | вул. Петрушевича, 1    | сирки плавлені, майонез, гірчиця, кетчуп, маргарин                                                            |                             |                               |
| 11 | Пекарня              | ЗАТ «Біл і К»                                      | вул. М.Підгірянки, 21  | хлібобулочна продукція                                                                                        |                             |                               |
| 12 | Пекарня              | ТзОВ «Залізнична пекарня»                          | вул. Пекарська, 3      | хлібобулочна продукція                                                                                        |                             |                               |
| 13 |                      | ТзОВ «Екопродукт»                                  | вул. Торгова, 1        | фіточай |                             |                               |

Хімічна промисловість
| № | Тип | Назва підприємства     | Контактна інформація               | Продукція | Роки економічної активності | Найвича кількість працівників |
| - | --- | ---------------------- | ---------------------------------- | --- | --------------------------- | ----------------------------- |
| 1 |     | ВАТ «Полімер»          | вул. Максимовича, 14               | фарби олійні та емалі, оліфи, лаки, клей силікатний, свічки господарські, пластилін, поліруючі засоби, чорнило для авторучок, ялинкові прикраси, гумові вироби |                             |                               |
| 2 |     | ЗАТ «УПК Добромиль»    | вул. Воїнів інтернаціоналістів, 10 | сірка мелена, змочувальний порошок сірки |                             |                               |
| 3 |     | ТзОВ «Корпорація ЗІКО» | вул. Левинського, 10               | ручки, упакувальна плівка, закрути для мінеральної води |                             |                               |
| 4 |     | ТзОВ «Пластпайп»       | вул. Галицька, 201                 | труби з полімеру для транспортування газу, води та ля проведення каналізації                                                                                   |                             |                               |

Шкіряне виробництво
| № | Тип             | Назва підприємства | Контактна інформація  | Продукція                                                                                   | Роки економічної активності | Найвича кількість працівників |
| - | --------------- | ------------------ | --------------------- | ------------------------------------------------------------------------------------------- | --------------------------- | ----------------------------- |
| 1 | Шкіряна фабрика | ВАТ «Плай»         | вул. Ленкавського, 34 | шкіра зі шкур ВРХ дублена без подальшої обробки, шкіра зі шкур ВРХ оброблена після дублення |                             |                               |

Виробництво деревини та виробів з дерева
| № | Тип          | Назва підприємства                     | Контактна інформація   | Продукція                                                                                       | Роки економічної активності | Найвича кількість працівників |
| - | ------------ | -------------------------------------- | ---------------------- | ----------------------------------------------------------------------------------------------- | --------------------------- | ----------------------------- |
| 1 |              | ЗАТ «Солід»                            | вул. Левинського, 21   | щити букові клеєні, паркет                                                                      |                             |                               |
| 2 | меблева ф-ка | ВАТ «Меблева фабрика»                  | вул. Левинського, 1т   | меблева продукція                                                                               |                             |                               |
| 3 | меблева ф-ка | ЗАТ «Прикарпатський меблевий комбінат» | вул. Промислова, 29    | меблева продукція                                                                               |                             |                               |
| 4 |              | ВАТ «Лісокомбінат»                     | вул. Шота Руставелі, 1 | паркетне покриття, дереворізальний інструмент, пиломатеріали, заготовки, реставрація обладнання |                             |                               |

Текстильна промисловість та пошиття одягу
| № | Тип             | Назва підприємства  | Контактна інформація | Продукція | Роки економічної активності | Найвича кількість працівників |
| - | --------------- | ------------------- | -------------------- | --- | --------------------------- | ----------------------------- |
| 1 | трикотажна ф-ка | ВАТ ВТШП «Галичина» | вул. Галицька, 87    | пальта та півпальта жіночі і чоловічі, блейзери, піджаки та ін.                                                                      |                             |                               |
| 2 | трикотажна ф-ка | УВП УТОГ            | вул. Коновальця, 205 | сорочки чоловічі та дитячі, блузи, сукні, сарафани, халати, спідниці, штани, жилети, комплекти жіночі, труси чоловічі та дитячі тощо |                             |                               |

Видавнича справа
| № | Тип      | Назва підприємства            | Контактна інформація       | Продукція                                                                                       | Роки економічної активності | Найвича кількість працівників |
| - | -------- | ----------------------------- | -------------------------- | ----------------------------------------------------------------------------------------------- | --------------------------- | ----------------------------- |
| 1 | друкарня | Івано-Франківська облдрукарня | вул. Січових Стрільців, 78 | видавництво газет, книжок, бланкової продукції                                                  |                             |                               |
| 2 |          | КП «Лік»                      | вул. Василіянок, 48        | друкована продукція                                                                             |                             |                               |
| 3 |          | ТзОВ «Куверт-Україна»         | вул. Махухи, 6             | бандерольні, креатині та поштові конверти, конверти для CD-ROM'ів, написання друку на конвертах |                             |                               |
| 4 |          | УВП УТОС                      | вул. С. Петлюри, 9         | швидкозшивачі, картонні папки для паперу                                                        |                             |                               |

Нафтопереробна промисловість
| № | Тип              | Назва підприємства | Контактна інформація | Продукція                                                         | Роки економічної активності | Найвича кількість працівників |
| - | ---------------- | ------------------ | -------------------- | ----------------------------------------------------------------- | --------------------------- | ----------------------------- |
| 1 | асфальтний завод | УВШБМ              | вул. Макогона, 23а   | асфальто-бетонна суміш для верхніх та нижніх шарів покриття доріг |                             |                               |